# Less Than Zero (película)
Less Than Zero es una película estadounidense de 1987, dirigida por Marek Kanievska y basada en la novela homónima de Bret Easton Ellis.

## Resumen
Julian es un joven de Beverly Hills que lo tiene todo: físico, encanto, inteligencia, un padre rico y una adicción a las drogas. Su mejor amigo y la novia de éste, le intentan ayudar, pero el mundo de Julian se desmorona tan rápido, que amenaza con arrastrarles a ellos también.

## Reparto
| Actor             | Personaje             |
| ----------------- | --------------------- |
| Andrew McCarthy   | Clay Easton           |
| Jami Gertz        | Blair                 |
| Robert Downey Jr. | Julian Wells          |
| James Spader      | Rip                   |
| Nicholas Pryor    | Benjamin Wells        |
| Tony Bill         | Bradford Easton       |
| Donna Mitchell    | Elaine Easton         |
| Michael Bowen     | Hop                   |
| Sarah Buxton      | Markie                |
| Lisanne Falk      | Patti                 |
| Michael Greene    | Robert Wells          |
| Brad Pitt         | Asistente a la fiesta |

## Producción
El libro de Ellis fue enviado originalmente por el productor Marvin Worth por 7.500 dólares, antes de su publicación en junio de 1985 en el entendimiento de que la 20th Century Fox lo financiaría. La compra fue patrocinada por Scott Rudin y Mark Larry, vicepresidentes de la productora. El libro se convirtió en un best seller, pero los productores tuvieron que crear una historia coherente y modificar a Clay, el personaje central, porque sentía que era demasiado pasivo. También eliminaron su bisexualidad y uso ocasional de drogas. El ganador del premio Pulitzer Michael Cristofer dramaturgo fue contratado para escribir el guion: se mantuvo cerca del tono de la novela e incluía a Clay tomando drogas, pero no lo hacía bisexual. El estudio consideró que el guion de Cristofer era demasiado duro para una película comercial.

## Banda sonora

### Lista de canciones
| Pista | Título                                      | Intérprete                                | Duración |
| ----- | ------------------------------------------- | ----------------------------------------- | -------- |
| 1     | Rockin' Pneumonia and the Boogie Woogie Flu | Aerosmith                                 | 2:56     |
| 2     | Life Fades Away                             | Roy Orbison                               | 3:42     |
| 3     | Rock and Roll All Nite                      | Poison                                    | 3:37     |
| 4     | Going Back to Cali                          | LL Cool J                                 | 4:10     |
| 5     | You and Me (Less than Zero)                 | Glenn Danzig and The Power Fury Orchestra | 3:36     |
| 6     | In-A-Gadda-Da-Vida                          | Slayer                                    | 3:19     |
| 7     | Bring the Noise                             | Public Enemy                              | 3:45     |
| 8     | Are You My Woman? (Tell Me So)              | Black Flames                              | 3:06     |
| 9     | She's Lost You                              | Joan Jett and the Blackhearts             | 2:58     |
| 10    | How to Love Again                           | Alyson Williams and Oran "Juice" Jones    | 4:42     |
| 11    | Hazy Shade of Winter                        | The Bangles                               | 2:47     |
| 12    | Fight Like A Brave                          | Red Hot Chili Peppers                     | 3:54     |
| 13    | Moonlight Drive                             | The Doors                                 | 3:01     |
| 14    | Fire                                        | Jimi Hendrix                              | 2:54     |